# Na Yung (huyện)
Na Yung (tiếng Thái: นายูง) là huyện (amphoe) cực tây bắc của tỉnh Udon Thani, đông bắc Thái Lan.

## Lịch sử
The area được tách ra từ Nam Som và lập làm một tiểu huyện (king amphoe) vào ngày 1 tháng 1 năm 1988
. Đơn vị này đã được nâng cấp thành huyện ngày 7 tháng 9 năm 1995.

## Địa lý
Các huyện giáp ranh (từ phía đông nam theo chiều kim đồng hồ) là: Ban Phue, Nam Som của tỉnh Udon Thani, Pak Chom của tỉnh Loei, Sangkhom and Pho Tak của tỉnh Nong Khai.

## Hành chính
Huyện này được chia thành 4 phó huyện (tambon), các đơn vị này lại được chia ra thành 40 làng (muban). Không có khu vực đô thị, có 4 Tổ chức hành chính tambon.
| STT. | Tên       | Tên Thái | Số làng | Dân số |  |
| ---- | --------- | -------- | ------- | ------ |  |
| 1.   | Na Yung   | นายูง     | 10      | 7.602  |  |
| 2.   | Ban Kong  | บ้านก้อง   | 11      | 6.627  |  |
| 3.   | Na Khae   | นาแค     | 8       | 4.148  |  |
| 4.   | Non Thong | โนนทอง   | 11      | 7.324  |  |